# Pokémon Gold en Silver
Pokémon Gold en Silver zijn computerrollenspellen ontwikkeld door Game Freak en uitgegeven door Nintendo voor de Game Boy. Het zijn de tweede reeks spellen uit de Pokémonfranchise. Ze werden voor het eerst in Japan uitgebracht in 1999, in Australië en Noord-Amerika in 2000 en in Europa in 2001. Pokémon Crystal, een speciale editie, werd ongeveer een jaar later in elke regio uitgebracht voor de Game Boy Color. 
De spellen behoren tot de fictieve Johto-regio, die honderd nieuwe soorten Pokémon introduceert, en volgen de hoofdpersoon in zijn voortgaande zoektocht naar gevechten om Pokémon Master te worden. De games zijn onafhankelijk van elkaar maar draaien grotendeels om hetzelfde verhaal. De Pokémon Johto-anime is gebaseerd op de nieuwe regio geïntroduceerd in de games.
Pokemon Gold en Silver heeft geen functie om internationaal te ruilen, of gevechten te houden vanuit het Engels naar Japans. Bij Pokémon Ruby en Sapphire is daar verandering in gekomen.
Pokémon Gold en Silver was al even succesvol als zijn voorgangers en de Pokémonfranchise begon een miljardenbedrijf te worden. De verkoop van deze games was vrijwel even omvangrijk als de verkoop van Pokémon Red en Blue: er werden in de hele wereld miljoenen exemplaren van verkocht.
In 2009, het tienjarige bestaan van Pokémon Gold en Silver, werd een remake van de spellen uitgebracht voor de Nintendo DS onder de naam Pokémon HeartGold en SoulSilver.

## Verhaal
Pokémon Gold en Silver spelen in Johto, drie jaar na de gebeurtenissen in de voorgaande spellen, die plaatsvinden in de regio Kanto. De spellen spelen zich ook af drie jaar na de gebeurtenissen van de GBA-spellen Ruby en Sapphire. Johto is een fictieve regio gemodelleerd naar de regio's Kansai en Tokai in Japan. Dit is een afzonderlijke regio weergegeven in de verschillende Pokémonvideospelletjes. Het spel beschikt over in totaal zeven steden en drie gemeenten. Sommige gebieden zijn alleen toegankelijk wanneer de speler een speciale vaardigheid leert of een speciaal item krijgt.
De stille protagonist van Pokémon Gold en Silver is een jongen die woont in New Bark Town. Aan het begin van het spel kunnen spelers kiezen uit Chikorita, Cyndaquil of Totodile, als hun starter-Pokémon van professor Elm. Bovendien zal zijn rivaal een Pokémon van professor Elm stelen.
Het doel van het spel is om de beste trainer in Johto en Kanto te worden. Om de beste trainer te kunnen worden, moeten spelers het level van de Pokémon verhogen, de Pokédex voltooien, de acht Gym Leaders in Johto verslaan voor Gym Badges en de Elite Four en de Kampioen verslaan, en vervolgens de acht Gym Leaders in Kanto verslaan. Ten slotte kan de speler het tegen Pokémontrainer Red opnemen op Mt. Silver. Verderop in het spel moet de speler strijd leveren tegen Team Rocket, een criminele organisatie die misbruik maakt van Pokémon.